# Thomas Turner

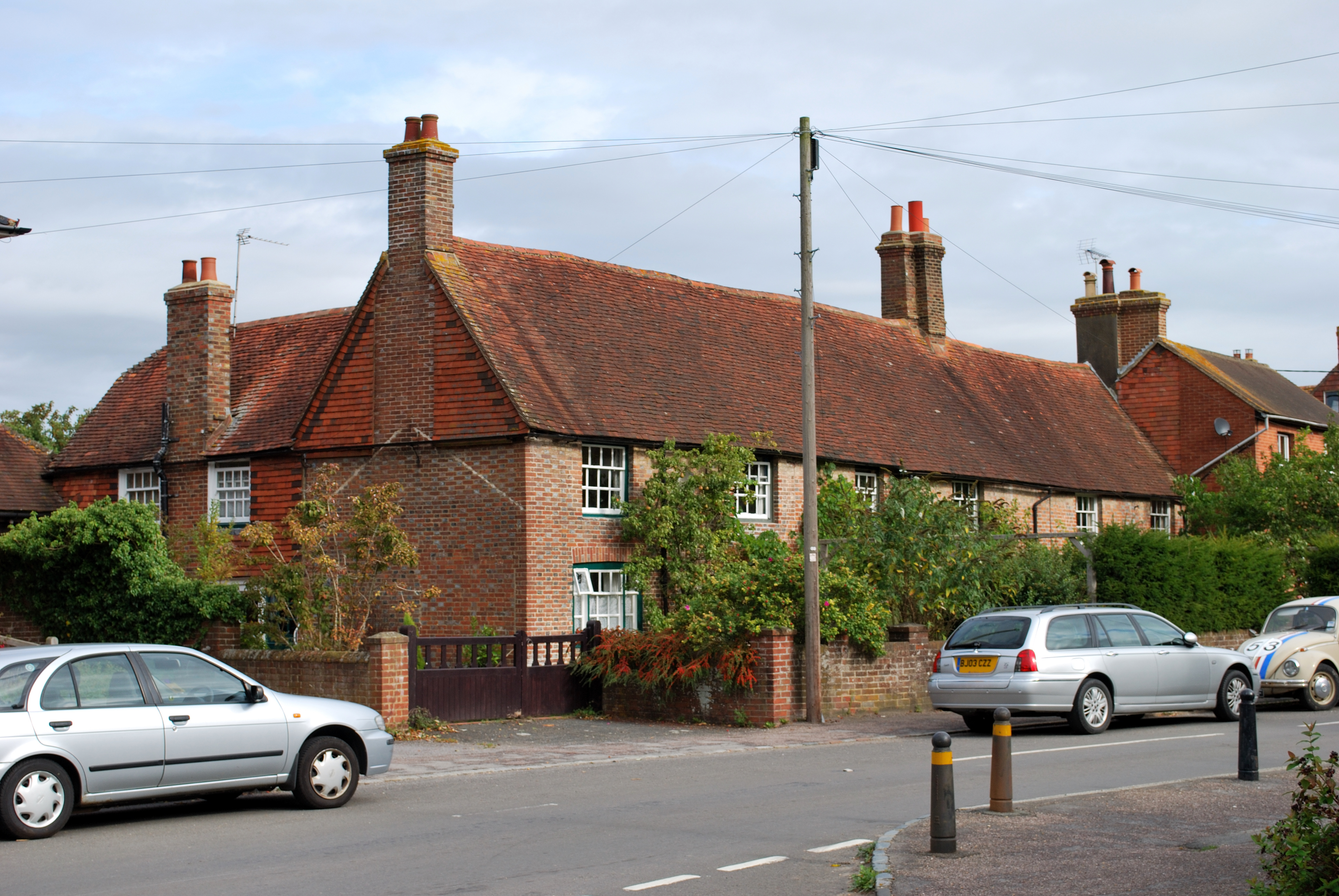
Voormalig woonhuis van Thomas Turner in East Hoathly

Thomas Turner (Groombridge, 9 juni 1729 Oude Stijl — East Hoathly, 6 februari 1793) was een Engels lakenhandelaar en schoolmeester uit het graafschap East Sussex, die als dagboekschrijver bekend is gebleven. Van 1754 tot 1765 hield hij een journaal in 116 delen bij waarin hij commentaar op de lokale en internationale politiek gaf, alsook zijn dagelijkse bezigheden beschreef. Hij schreef zijn dagboek opzettelijk met de bedoeling dat het in latere eeuwen gelezen zou worden; in 1859 publiceerde de archeologische vereniging van Sussex een eerste transcriptie, gevolgd in 1925 door een editie met veel minder voetnoten en annotaties, maar met een voorwoord door Florence Maris Turner, de achterachterkleindochter van de dagboekschrijver. Vijf delen zijn verloren gegaan.

## Leven van Thomas Turner
Turner voegde zelf een extra manuscript bij zijn dagboek waarin hij een summier overzicht van zijn familie en gezin gaf. Turners vader John was winkelier, zijn moeder heette Elizabeth Ovenden. In 1735 kocht John Turner een winkel in Framfield, waarheen hij datzelfde jaar met zijn gezin verhuisde. Thomas Turner had twee halfbroers, een halfzus, twee broers en een zuster, doordat zijn vader tweemaal gehuwd was. Zijn halfzuster Elisabeth, geboren in 1718, was ongehuwd zwanger en op de dool geraakt: „she unhappy wretch is now a Vagabond” (zij, ongelukkige verschoppeling, is thans een vagebond). John Turner overleed op zijn drieënzestigste in 1752.
In 1750 opende Thomas Turner een winkel in East Hoathly, waar hij voornamelijk textiel maar ook algemene voedingswaren verkocht. Anno 1753 huwde hij met Margaret Slater, die een zwakke gezondheid had en in 1761 overleed; hun zoon Peter was in 1755 op de leeftijd van 21 weken gestorven. Turner hertrouwde in 1765 met Mary Hicks, een dienstmeid uit Chiddingly, met wie hij een dochter en zes zonen kreeg; drie van zijn zonen heetten Frederick. Frederick I overleed op tweejarige leeftijd in 1774 en het daaropvolgende jaar overleed Frederick II, iets meer dan een maand oud, aan een vaccinatie tegen de pokken.
Turner werd 63 jaar oud en ligt op het kerkhof van East Hoathly begraven. Aan het huis waarin hij woonde, hangt een herdenkingsplaquette.

## Beschreven gebeurtenissen
Toen Thomas Turner aan zijn dagboek begon, was Thomas Pelham-Holles, Hertog van Newcastle, de eerste minister van Groot-Brittannië. De familie Pelham bestond uit grootgrondbezitters in Zuid-Engeland en had in de 16de eeuw een landhuis in het gehucht Halland opgetrokken, heden ten dage een onderdeel van de civil parish East Hoathly with Halland. Hier organiseerde de eerste minister weelderige feesten, waarvoor Turner de restauratie verzorgde; hij was dus een cateraar voor de politieke klasse. Mogelijk was het feit dat de eerste minister uitgerekend in zijn dorp woonde de reden waarom Turner met zijn dagboek aanving.
Turner besteedt onder andere aandacht aan de Zevenjarige Oorlog en de strijd tegen de Fransen in Canada, die op dat moment voor de Britten slecht verloopt, ofschoon Amerika ten tijde van het dagboek nog steeds een Britse kolonie is. Ook het verlies van het eiland Minorca in 1756 vindt hij een zeer betreurenswaardig feit:
„Never did the English nation suffer a greater blot. Oh, my country! my country! oh, Albian! Albian! [sic] I doubt thou art tottering on the brink of ruin and desolation, this day! The nation is all in a foment upon loosing [sic] dear Minorca.”
(Nimmer leed de Engelse natie een grotere smaad. O, mijn land, mijn land! O, Albion, Albion! Ik bevrees dat gij heden aan de rand van de afgrond en de woestenij wankelt! De natie is geheel van slag na het verlies van het geliefde Menorca).
In verband met de aardbeving van Lissabon in 1755, die ook in Engeland gevoeld werd, heerste klaarblijkelijk nog maanden nadien een grote bezorgdheid. Turner was geïnteresseerd in wetenschappelijke ontwikkelingen en bezocht demonstraties van planetaria, maar stond afkerig tegenover allerhande kwakzalvers die de dorpen afschuimden en snuisterijen aan de man brachten, mogelijk omdat ze ook concurrenten voor hem waren.
Aangaande de lokale aangelegenheden van East Hoathly schrijft Turner over zijn activiteiten als electioner: dit was een officier van de dorpsraad die onder andere opsporingen moest uitvoeren en controleren of er ’s zondags niet in de pubs gedronken werd, iets wat Turner overigens zelf weleens placht te doen. Als lid van de parochieraad moest hij vergaderen over beslissingen om geld aan de armen uit te delen, baljuws op schuldenaren af te sturen, smokkelaars te onderscheppen of straffen op te leggen aan hen die hun gezin in de steek hadden gelaten, hetgeen een officieel misdrijf was. De familie Pelham had een liefdadigheidsfonds ingericht, welks verdeling onder de behoeftigen de opgave van de overseer en diens electioners was: deze ambten op parochieniveau, die tot het instituut van de vestry behoorden, stamden nog uit Elizabethaanse tijden.
Zijn vrijetijdsbestedingen bestonden hoofdzakelijk uit uitstapjes naar Lewes, het lezen van boeken tezamen met zijn vrouw, alcohol drinken, hanengevechten bezoeken en cricket spelen. Steeds weer neemt hij zich voor, geen alcohol meer te drinken, maar houdt zijn belofte niet en is vervolgens kwaad op zichzelf. Turner was een vroom christen: hij las graag de preken van John Tillotson en dwong geregeld zijn gezinsleden en dienstpersoneel, hem naar de kerk te vergezellen. Zijn financiële toestand was vaak precair omdat klanten hem slecht betaalden.
Uit het dagboek van Turner blijkt dat hij iemand was die zichzelf als intellectueel beschouwde, dat hij uitgesproken meningen over politiek en samenleving had, dat hij veel uiteenlopende literatuur las en dat hij, overigens zoals vele andere beschreven personen, dikwijls dronken was. Zijn spelling was enigszins inconsequent en hij verwarde namen van mensen die in het nieuws waren; dit kon echter eveneens een gevolg van zijn drankzucht zijn.
Tot op heden is van het dagboek van Thomas Turner geen integrale uitgave verschenen.